# لیک سنتتلاه (کارولینای شمالی)
لیک سنتتلاه (به انگلیسی: Lake Santeetlah) شهری در ایالت کارولینای شمالی کشور ایالات متحده آمریکا است که جمعیت آن در سرشماری سال ۲۰۱۰ میلادی، ۴۵ نفر بوده‌است.